# Onitis excavatus
Onitis excavatus là một loài bọ cánh cứng trong họ Bọ hung (Scarabaeidae).